# Potaje carmelitano
El potaje carmelitano es un cocido que emplea como legumbres: garbanzos. Este potaje es típico de la cocina jienense. Este cocido se diferencia de otros cocidos españoles en que no emplea elementos cárnicos. Se elabora empleando tan solo un sofrito de verduras finamente picado. En las últimas fases del cocido se le añade unos picatostes y unas yemas. Se sirve a los comensales caliente. Es un potaje habitual durante el período de Pascua.

## Características
El cocido carmelitano emplea garbanzos secos que se han puesto a remojo unas horas antes. Los garbanzos se ponen a cocer durante un par de horas. Al llegar a su última fase de cocción se le añade un sofrito de verduras finamente picadas. Las verduras empleadas suele ser: ajo, cebollas, puerros, tomate triturado, espinacas, etc. Tras ello se le añade el pan tostado (picatostes) y la yema de huevo. Suele añadirse pimentón (en algunas recetas azafrán). Al final se deja reposar para que la salsa de huevo vaya ligando. Se sirve recién preparado.